# 玻利維亞外交部

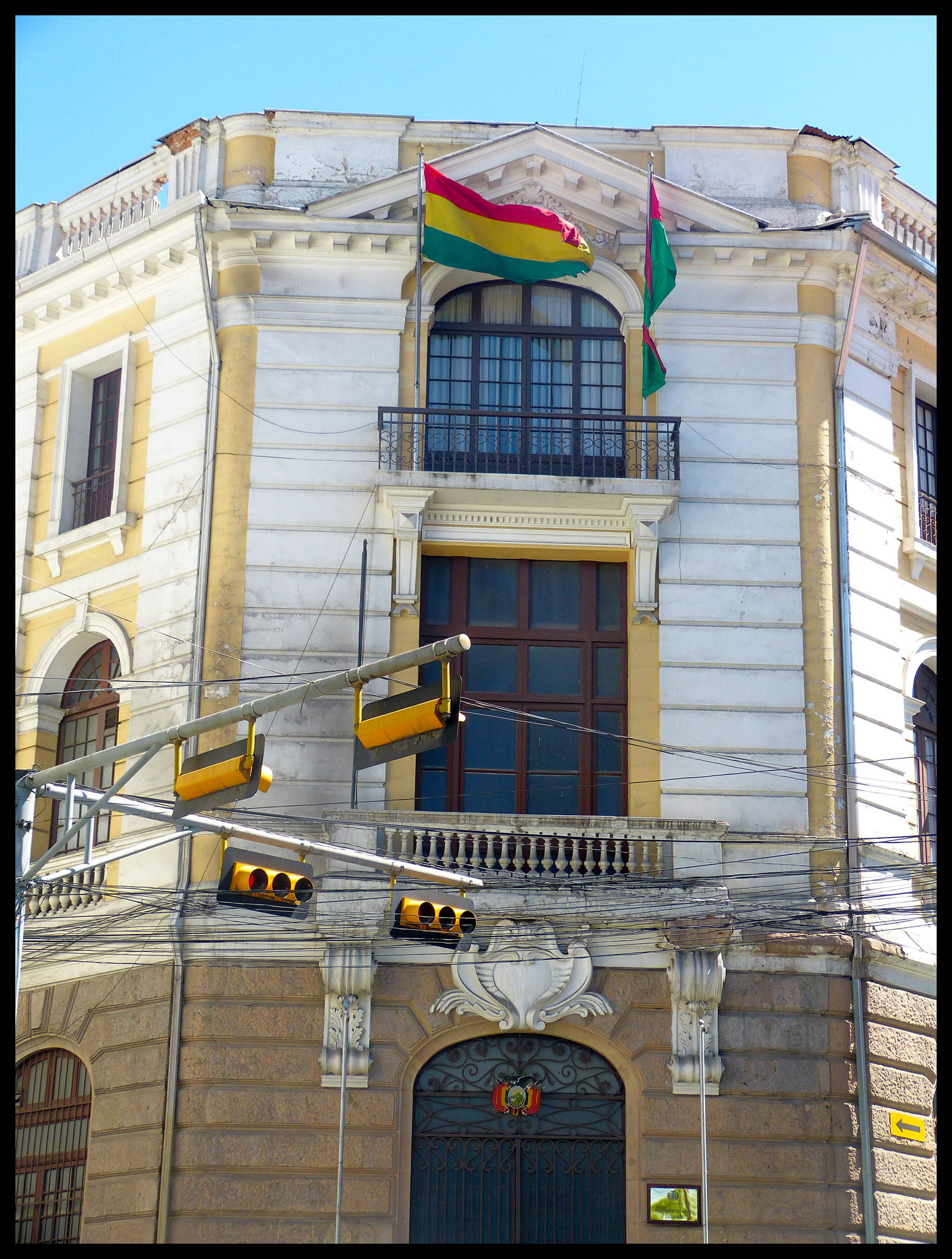
玻利維亞外交部建築

玻利維亞外交部是玻利维亚政府的一個部门，负责處理玻利维亚的外交事務。1826年時，由玻利維亞內政部負責外交事務，後來玻利維亞有了自己獨立的外交部。